# Pump It Up (canción)
«Pump It Up» es una canción interpretada por el músico británico Elvis Costello. Fue publicada como el segundo sencillo de su segundo álbum de estudio This Year's Model (1978), que fue el primero que grabó con el grupo de apoyo The Attractions. 
El sencillo alcanzó el puesto #24 en el Reino Unido. Desde entonces, se ha convertido en una de las canciones más conocidas de Costello, apareciendo en varios álbumes recopilatorios y siendo catalogada por los críticos como una de las mejores canciones de Costello.

## Antecedentes
La canción pretendía ser un comentario sobre el Stiffs Live Tour, en el que había participado Costello. La gira se había destacado por su libertinaje; «Sex & Drugs & Rock & Roll» de Ian Dury sirvió como canción de cierre oficial de la lista de canciones. Costello dijo más tarde sobre la canción: “Bueno, ¿cuánto puedes follar, cuántas drogas puedes tomar antes de quedar tan insensible que realmente no puedes sentir nada?”
Musicalmente, la canción se inspiró en «Subterranean Homesick Blues» de Bob Dylan; en su autobiografía de 2015, Unfaithful Music and Disappearing Ink, Costello explicó: 

“«Pump It Up» obviamente tomó más que un poco de «Subterranean Homesick Blues». Una noche, muchos años después, Bob Dylan me dijo: ‘¡U2! ¿Cómo pudieron hacerte eso? ¿Cómo pudieron tomar tu canción de esa manera?’ Me tomó un momento saber de lo que estaba hablando, y un momento más para darme cuenta de que me estaba tomando el pelo. Pero luego, «Get On Your Boots» de U2 fue probablemente para «Pump It Up» lo que «Subterranean Homesick Blues» es para «Too Much Monkey Business» de Chuck Berry”.

La canción se grabó rápidamente; El bajista Bruce Thomas recordó: “Literalmente hicimos las mejores pistas en [This Year's Model]—«Pump It Up», «Chelsea»—en una tarde. Era como Motown. Nosotros simplemente fuimos, tocamos y ya está". Costello dijo más tarde sobre la canción: "Creo que «Pump It Up» es una canción de rock & roll bastante buens, de ese tipo de cosas simples, y es muy divertida de tocar”.

## Música y letra
El crítico de AllMusic Stephen Thomas Erlewine describió la canción como “subrayado con amenaza sexual”, mientras que Mark Deming del mismo sitio describió la canción como “una mirada imperturbable a los costos físicos y emocionales de lo que algunos llaman el estilo de vida del rock & roll”. Como muchas de las canciones de Costello, «Pump It Up» presenta frecuentes dobles sentidos, con referencias superficiales a música animada que enmascaran la descripción de la canción de “un encuentro atrevido con una chica tan tentadora, [Costello] la compara a un narcótico”, según Amy Poulter de The Virginian-Pilot.
Musicalmente, la canción está impulsada por lo que Deming describe como “un ritmo fuerte y pisando fuerte que rockea con fuerza pero que exige ser bailado”, impulsado por el bajista Bruce Thomas y el baterista Pete Thomas. Deming también nota la presencia de la “guitarra cortante” de Costello. La canción presenta una destacada interpretación de órgano de Steve Nieve que fue descrita por Ryan Prado de Paste como “como un tren de carnaval descarrilado”.
El bajista Bruce Thomas dijo sobre su parte: “Cuando lo analicé, en realidad era un híbrido de un riff de la canción de The Everly Brothers llamada «The Price of Love». Pero con las notas cambiadas a las de una canción de Richard Hell and the Voidoids llamada «You Gotta Lose». Y luego hay un bar extraño donde toqué «You Really Got Me». Es lo que yo llamo sampling orgánico”.

## Lanzamiento
Además de su lanzamiento en This Year's Model, «Pump It Up» fue publicada como el segundo sencillo del álbum, después de «(I Don't Want to Go to) Chelsea» el 10 de junio de 1978. La canción alcanzó el puesto #24 en el Reino Unido y el número #55 en Australia. Desde entonces se ha convertido en un favorito en vivo, siendo interpretada a menudo como la canción de apertura de Costello.
Desde su lanzamiento, «Pump It Up» ha aparecido en varios álbumes recopilatorios, incluidos The Best of Elvis Costello and the Attractions, Girls Girls Girls, The Very Best of Elvis Costello and The Attractions 1977–86, The Very Best of Elvis Costello, y The Best of Elvis Costello: The First 10 Years. La canción también apareció en los álbumes en vivo Live at Hollywood High y Live at the El Mocambo. Además, debido a la presencia regular de la canción en eventos deportivos, la canción ha aparecido en álbumes recopilatorios de varios artistas como Jock Rock 2000 y ESPN Presents Slam Jam Volume 1. Costello bromeó sobre la asociación de la canción con los deportes: “No soy un gran fanático del hockey sobre hielo, pero ¿TÚ les dirías que la dejaran de tocar mientras tienen esos grandes palos en sus manos?”

## Recepción de la crítica
Desde su lanzamiento, "Pump It Up" ha tenido una recepción positiva por parte de la crítica. En AlMusic, Deming llamó a la canción “tan emocionante, insistente y físicamente poderosa como cualquier cosa contra la que Costello haya estado criticando” y señaló que la canción “captura perfectamente la sensación vertiginosa pero aterradora de una fiesta de toda la noche llena de adrenalina y salvaje que es colgando al borde del colapso”. Amy Poulter de The Virginian Pilot escribe: “Incluso si no eres fanático, lo más probable es que hayas escuchado la canción y te hayas quedado atrapado en su ritmo y melodía contagiosamente alegres”. Matt LeMay de Pitchfork elogió la percusión de Pete Thomas en la canción como “nada menos que perfecta”, mientras que Jeremy Allen de The Guardian la describió como un “clásico”.

## Video musical
El videoclip de la canción fue dirigido por Paul Flattery para Jon Roseman Productions. Costello recordó el video como “producido a bajo costo” y notó que el director usó una lente ojo de pez que lo hizo lucir con “ojos saltones”. El video presenta el característico baile entrecortado de Costello. Costello explicó:

“El director descubrió rápidamente que podía caminar sobre los costados de mis tobillos. Ese era un truco que no había aprendido en la escuela de vodevil, sino a manos de un médico vagamente sádico. Cuando se determinó que tenía los pies planos cuando era niño, primero me dijeron que nunca lo lograría en el ejército, luego me enseñaron a levantar una bola de calcetines con los pies como un mono y hacer ese truco con los tobillos. en un intento de fortalecer mis arcos. [...] Mis extraños intentos de cortar la alfombra en el video «Pump It Up» se estaban convirtiendo tanto en una tarjeta de presentación como en el eslogan de un comediante, y podía sentir que me aspiraban en la bolsa de polvo del entretenimiento ligero”.

El video de «(I Don't Want to Go to) Chelsea» fue filmado el mismo día en Londres, y se puede ver a todos los músicos vistiendo la misma ropa, aunque el baterista Pete Thomas luce una chaqueta gris lisa para «Pump It Up». El bajista Bruce Thomas se había cortado la mano derecha con una botella unas semanas antes y había necesitado ocho puntos de sutura; su vendaje se puede ver claramente en ambos videos.